# Leucobryum sanctum
Leucobryum sanctum là một loài Rêu trong họ Dicranaceae. Loài này được (Nees ex Schwägr.) Hampe mô tả khoa học đầu tiên năm 1843.